# Sandy Bay (Sainte-Hélène)
Pour les articles homonymes, voir Sandy Bay (Gibraltar).
Sandy Bay est l'un des huit districts de Sainte-Hélène faisant partie du Territoire britannique d'outre-mer de Sainte-Hélène, Ascension et Tristan da Cunha. Situé au sud-est de l'île, son siège est la localité de Bamboo Hedge.

## Géographie
Le pic de Diana, point culminant de l'île à 818 mètres, est le tripoint des districts de Sandy Bay (sud-ouest), Levelwood (est) et de Longwood (nord).

## Histoire
Les premières fortifications furent construites en 1708, puis détruites par les tempêtes, avant leur reconstruction à la fin du XVIIIe siècle à Beach Hill Battery.
Deuxième district le moins peuplé de Sainte-Hélène, Sandy Bay est une zone très rurale et agricole (culture de café et de bananes). Du fait de ses plages de sable noir — qui lui donne son nom —, le littoral du district est un lieu récréatif pour la population de l'île.

## Démographie
Il y avait 193 inhabitants en 2016.

## Culture et patrimoine

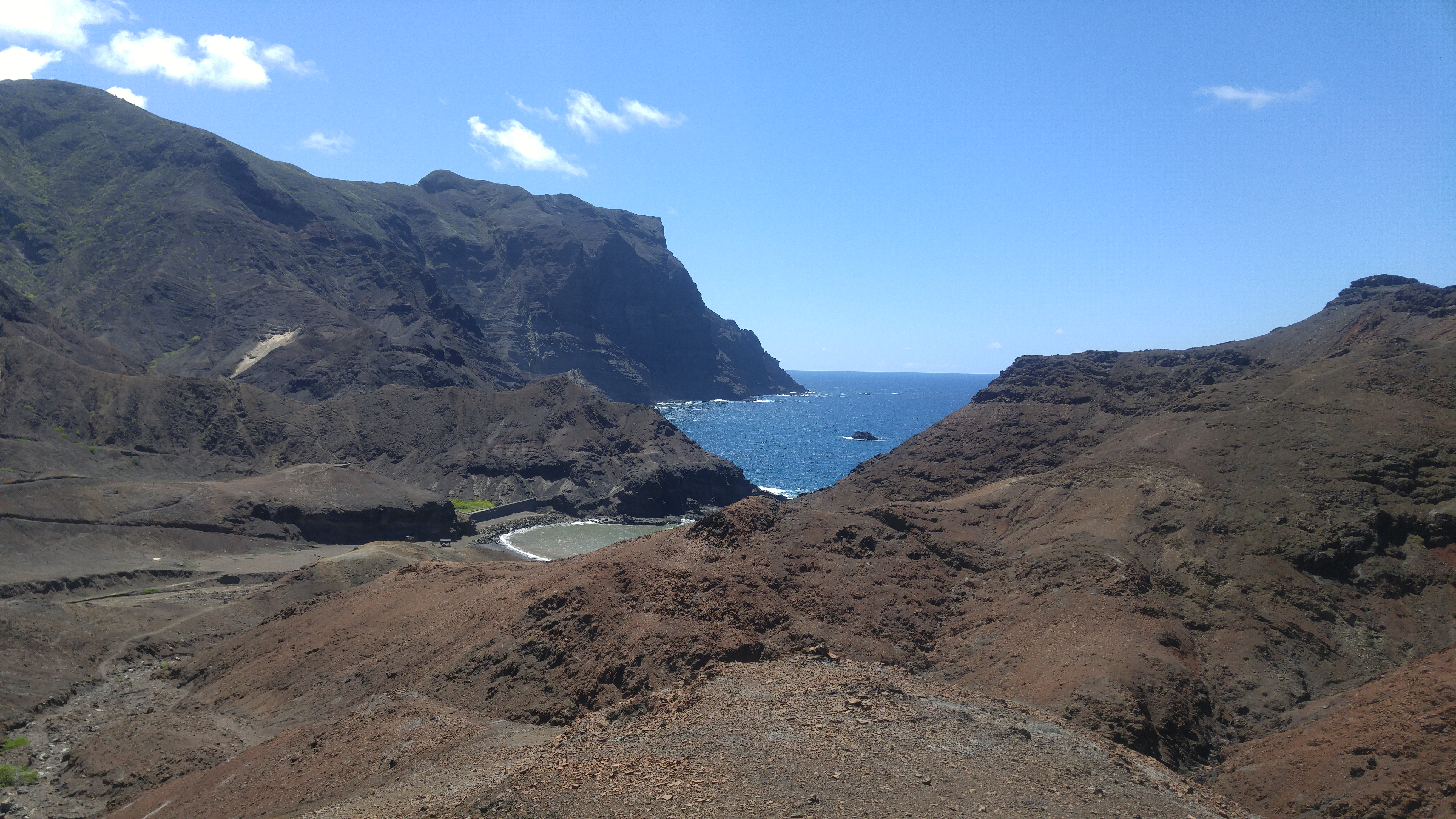
Vue d'un panorama du district (côté ouest).
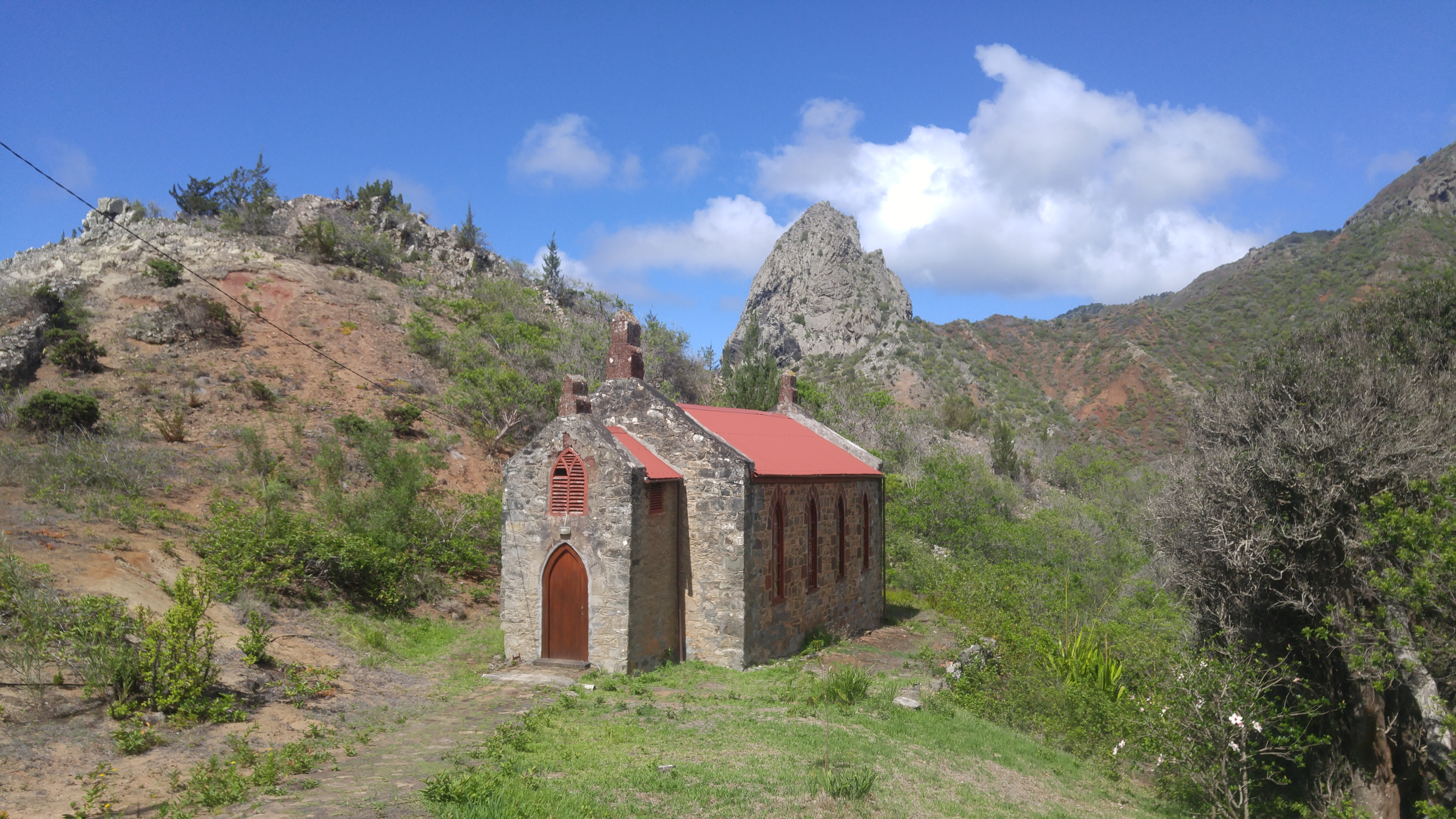
La chapelle baptiste de Sandy Bay
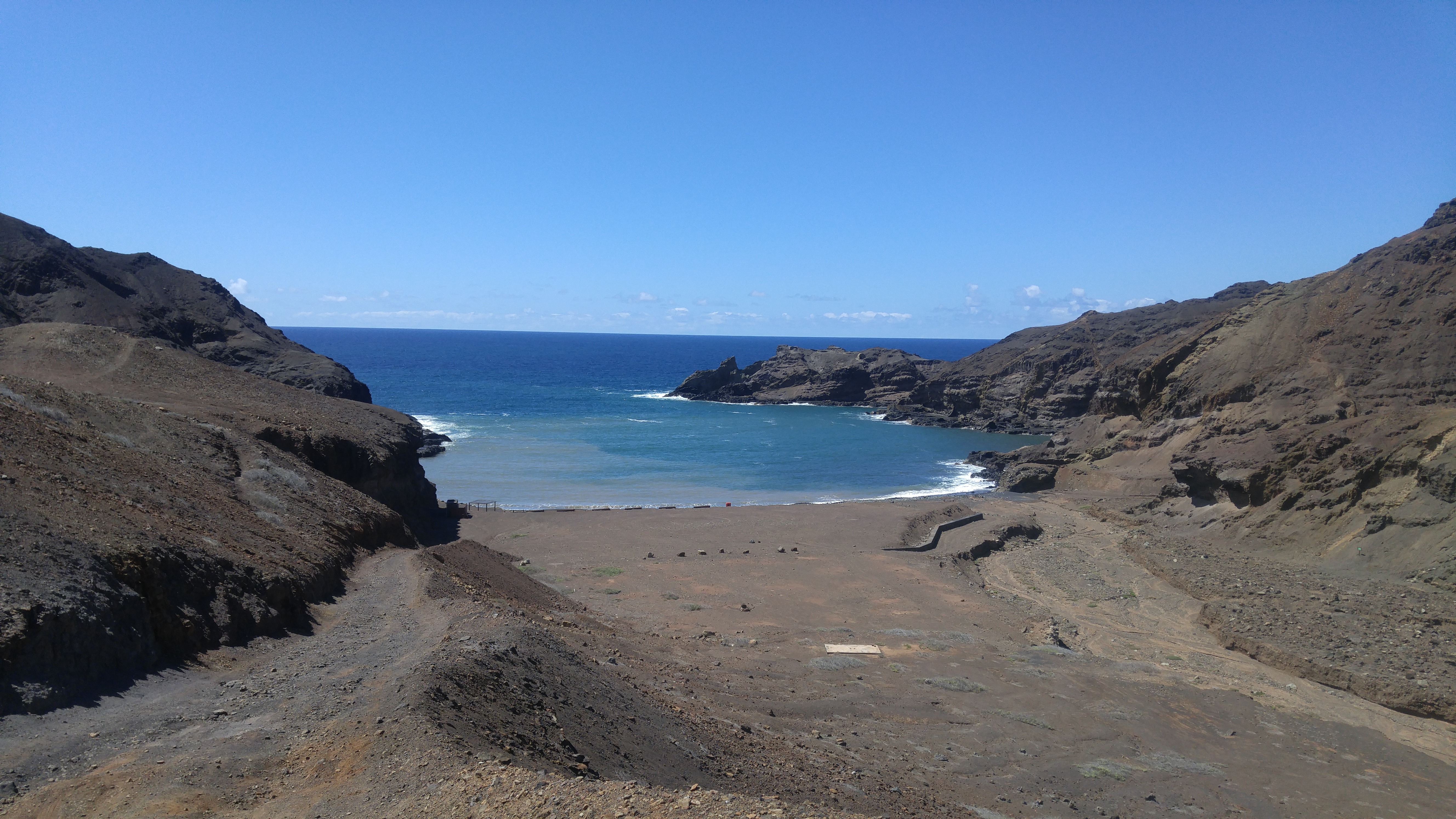
Sandy Bay
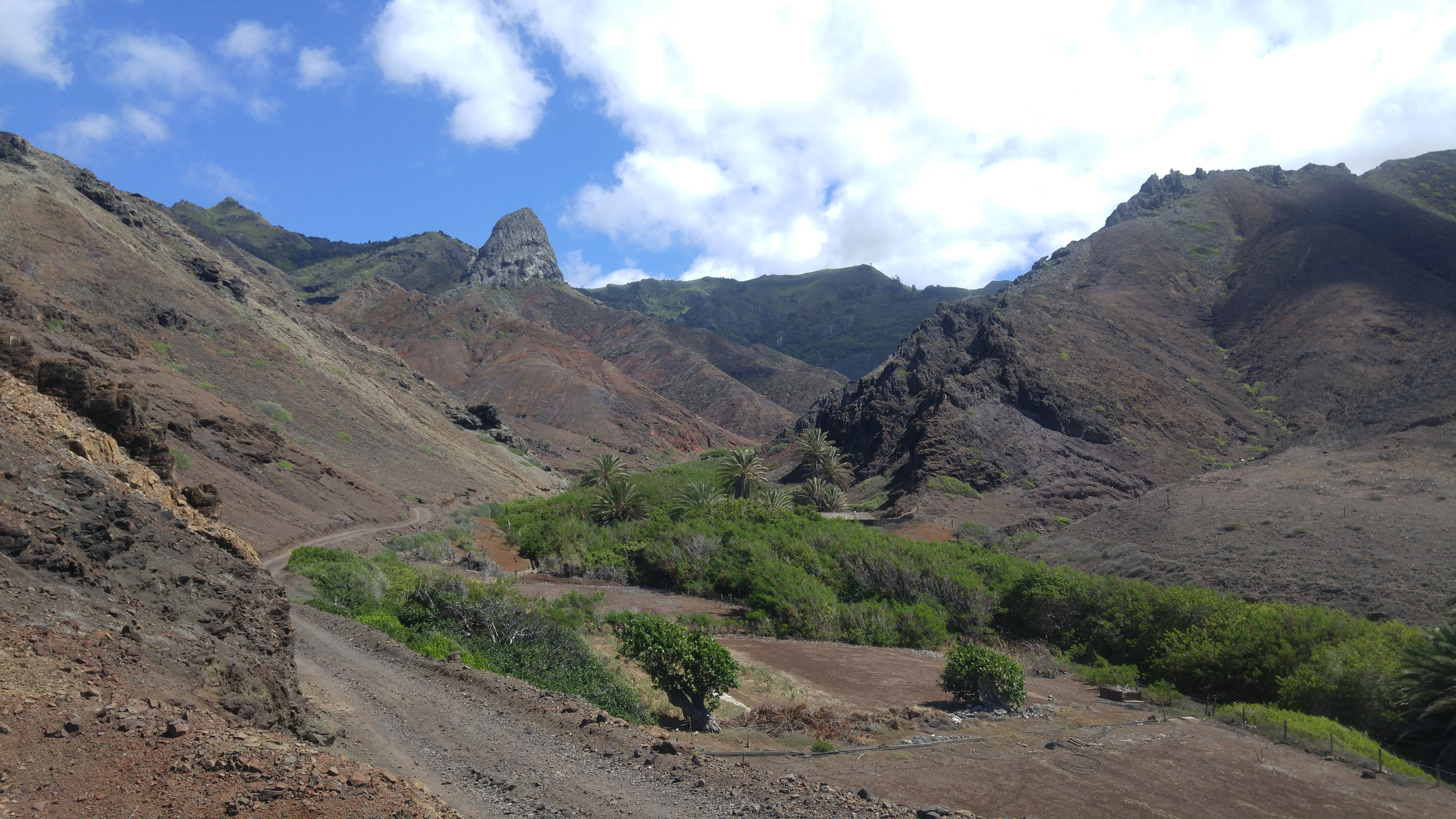
la vallée de Sandy Bay
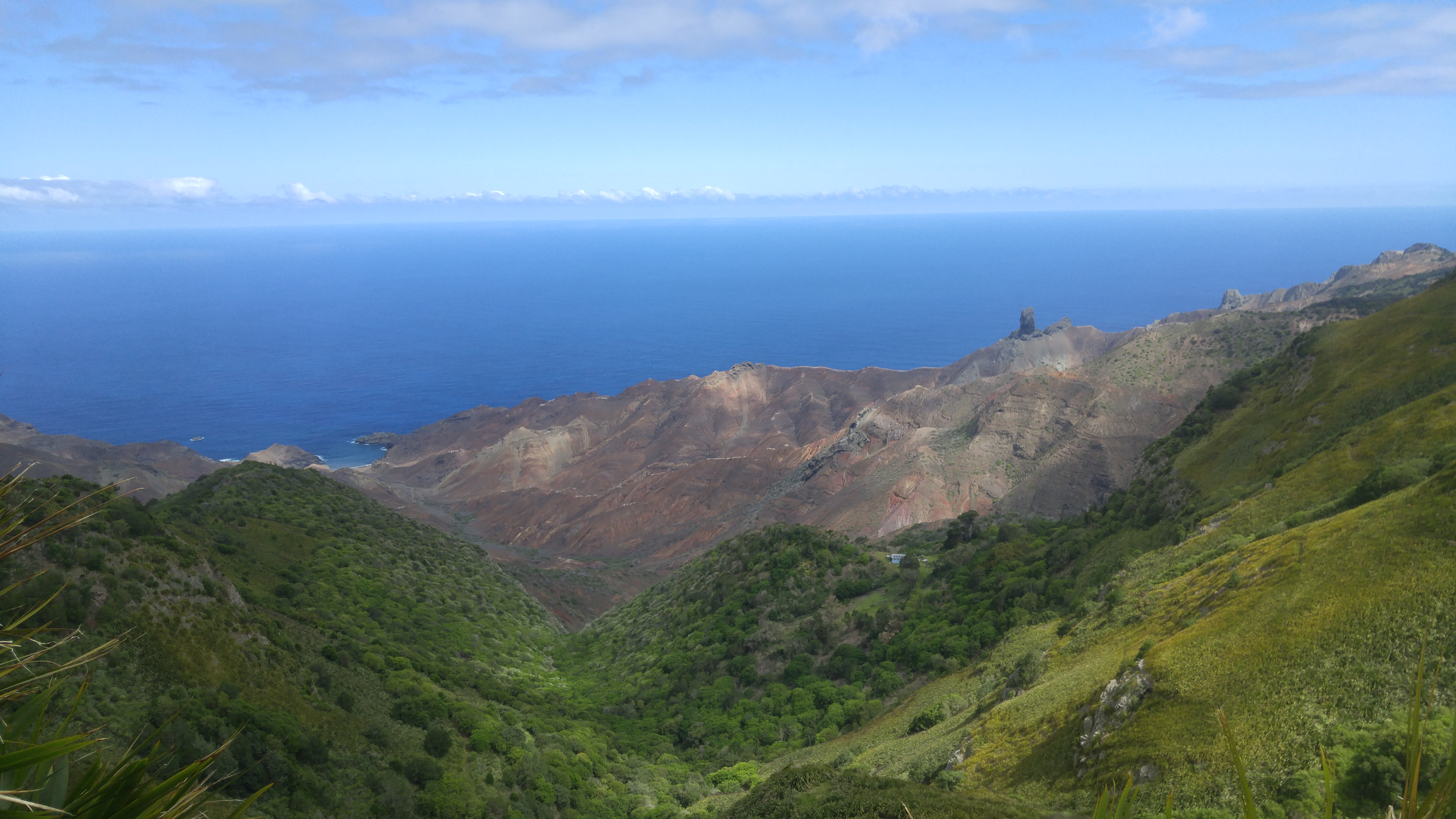
la vallée de Sandy Bay
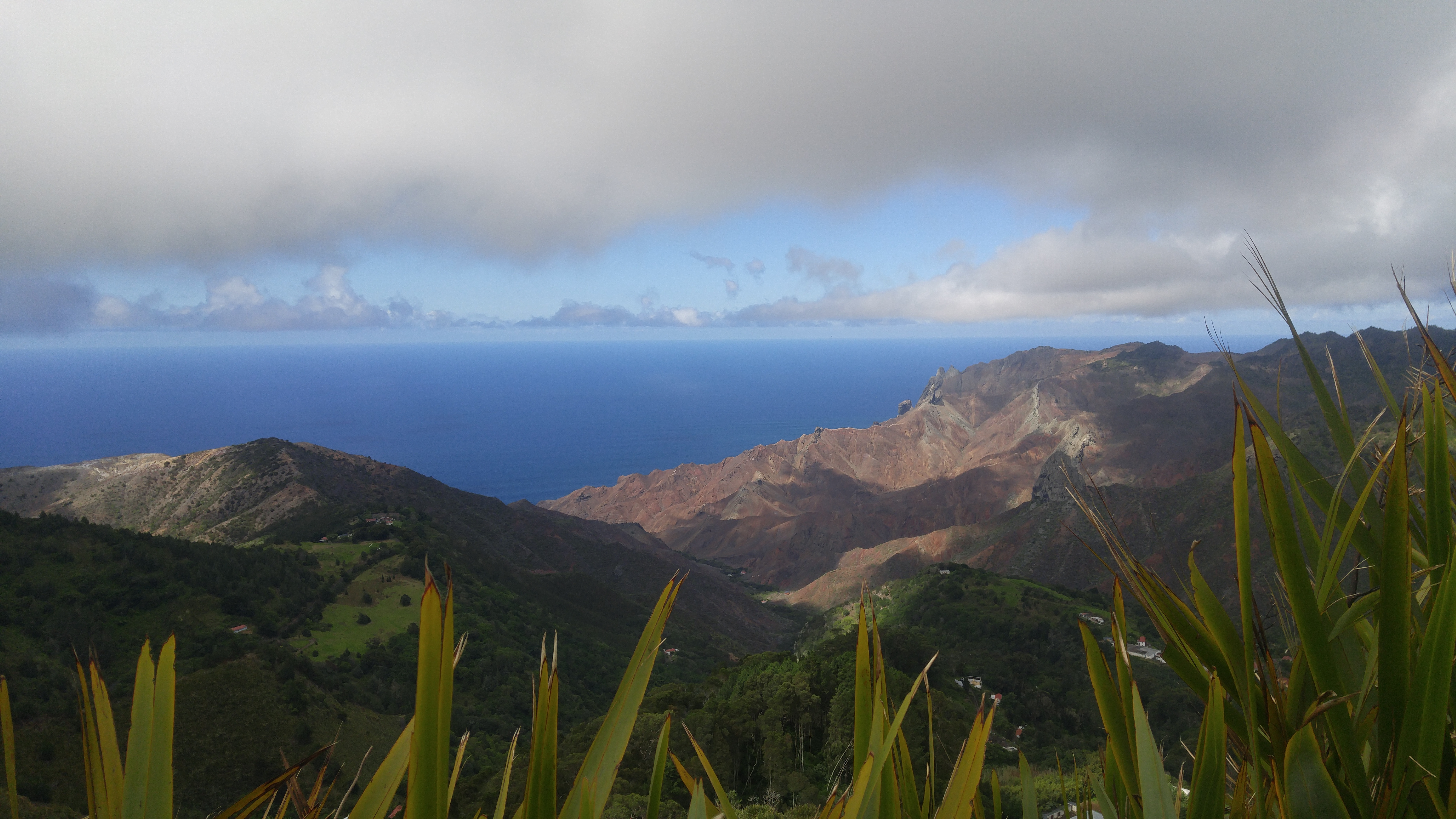
district de Sandy Bay
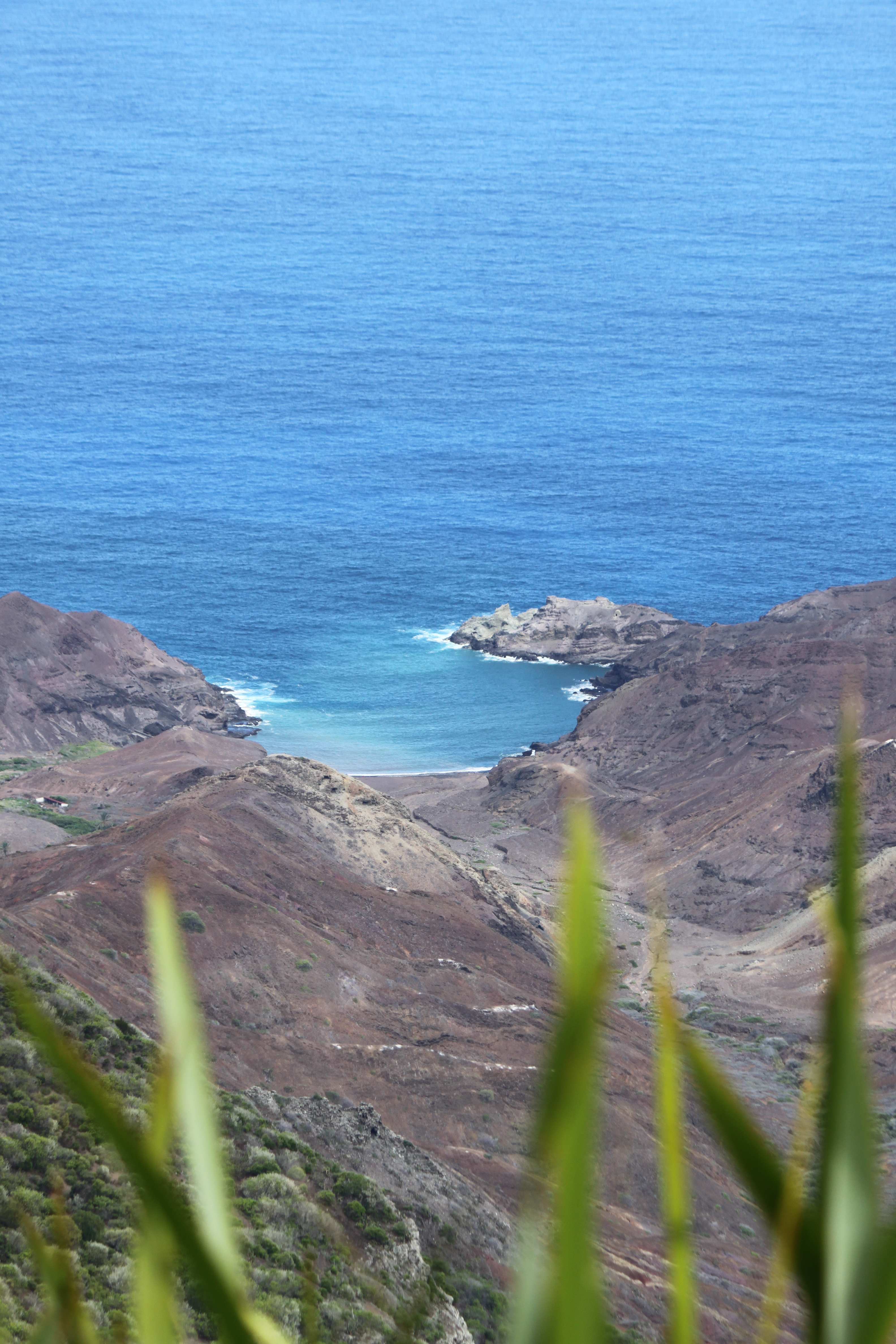
vue du nord